# Gotputuk
Gotputuk is een bestuurslaag in het regentschap Blora van de provincie Midden-Java, Indonesië. Gotputuk telt 1648 inwoners (volkstelling 2010).